# Hnojice
Hnojice (in tedesco Gnoitz) è un comune della Repubblica Ceca facente parte del distretto di Olomouc, nella regione di Olomouc.